# Wolf Muser
Wolf Muser (Esslingen sul Neckar, 23 ottobre 1950 – 30 marzo 2022) è stato un attore tedesco, principalmente conosciuto per il ruolo di Marcello Armonti nella nota soap opera Santa Barbara e per il ruolo di Adolf Hitler nella serie televisiva L'uomo nell'alto castello.

## Filmografia

### Cinema
- Barbarosa, regia di Fred Schepisi (1982)
- Yes, Giorgio, regia di Franklin J. Schaffner (1982)
- C'è... un fantasma tra noi due (Kiss Me Goodbye), regia di Robert Mulligan (1982)
- Essere o non essere (To Be or Not to Be), regia di Alan Johnson (1983)
- Caged in Paradiso, regia di Mike Snyder (1989)
- Un uomo un eroe (One Man's Hero), regia di Lance Hool (1999)

### Televisione
- Capitol – soap opera, 1 puntata (1983)
- Santa Barbara – soap opera, 62 puntate (1985)
- La signora in giallo (Murder, She Wrote) – serie TV, episodio 6x03 (1989)
- Alias – serie TV, 5 episodi (2002)
- West Wing - Tutti gli uomini del Presidente (The West Wing) – serie TV, episodio 4x08 (2002)
- Beautiful (The Bold and the Beautiful) – soap opera, 5 puntate (2008)
- L'uomo nell'alto castello (The Man in the High Castle) – serie TV, 4 episodi (2015-2016)

## Doppiatori italiani
Nelle versioni in italiano delle opere in cui ha recitato, Wolf Muser è stato doppiato da:
- Saverio Moriones in Santa Barbara
- Carlo Sabatini in MacGyver
- Stefano De Sando in Final Equinox
- Roberto Del Giudice in Alias
- Michele Kalamera in Carnivàle
- Sergio Graziani in Criminal Minds
- Ambrogio Colombo in Desperate Housewives
- Luciano De Ambrosis in Cold Case - Delitti irrisolti
- Alessandro Ballico ne L'uomo nell'alto castello